# Łusecznikowate
Łusecznikowate (Ichthyophiidae) – rodzina płazów z rzędu płazów beznogich (Gymnophiona).

## Zasięg występowania
Rodzina obejmuje gatunki występujące na Filipinach i w Indiach do południowych Chin, Tajlandii i archipelagu Malajskiego do Linii Wallace’a.

## Systematyka

### Podział systematyczny
Do rodziny należą następujące rodzaje:
- Ichthyophis Fitzinger, 1826
- Uraeotyphlus Peters, 1880